# Prior
El prior (del llatí prior, 'primer') és el superior d'un monestir subordinat a l'abat, si n'hi ha. El prior claustral sol ser elegit per l'abat, amb consentiment del capítol o sense; el prior conventual sol ser elegit pel capítol del monestir durant la vacatura de la seu abacial o en aquells ordes que no tenen abat.
El nom també designa l'ofici monàstic del qui administra les rendes d'un priorat. Com a relíquia d'antics capítols col·legials o entitats similars, el terme també s'aplica encara a alguns rectors, com el de la parròquia eclesiàstica del Sant Esperit de Terrassa o la de Sant Pere de Reus, o com al capellà major de l'Hospital de la Santa Creu i Sant Pau de Barcelona. Finalment s'aplica també en alguns casos als administradors d'una confraria.